# Jurij Fedkowycz
Osyp Jurij Fedkowycz właśc. Osyp Dominik Hordynski de Fedkowycz (ukr. Осип-Юрій Федькович, Joseph Georg Fedkowicz; ur. 8 sierpnia 1834 w Putyle, zm. 11 stycznia 1888 w Czerniowcach) – bukowiński pisarz ruski i ukraiński.

## Życiorys
Urodził się jako syn spolonizowanego Rusina rodem z Galicji, szlachcica Adalberta (Wojciecha) Hordyńskiego herbu Sas i córki prawosławnego duchownego. Na życzenie ojca został ochrzczony w kościele katolickim, dopiero później przeszedł na prawosławie i przybrał imię Jurij.
Początkowo uczył się prywatnie w rodzinie wuja w sąsiedniej wsi Kysełyci. W latach 1846–1848 uczęszczał do niemieckojęzycznej szkoły realnej w Czerniowcach.
W wieku 14 lat wyjechał do Mołdawii, gdzie w Jassach i Piatra Neamț pracował jako mierniczy i pomocnik aptekarski. Tam zaczął pisać wiersze w języku niemieckim. W 1852 roku zameldował się w austriackim regimencie piechoty nr 41, złożonym głównie z bukowińskich i galicyjskich Ukraińców. W 1859 roku uczestniczył w wojnie francusko-austriackiej. Wtedy stworzył pierwszy wiersz w języku ukraińskim „Nocny popas”. Zaprzyjaźnił się z austriackim poetą Ernstem Rudolfem Neubauerem. Zapoznał się z twórczością Tarasa Szewczenki i pod jej wpływem postanowił zostać ukraińskim poetą. W roku 1862 wydał tom wierszy ukraińskich.
Ze względu na chorobę oczu odszedł w 1863 roku ze służby w stopniu podporucznika i powrócił do rodzinnej wsi Putyła. Pełnił tam obowiązki burmistrza, potem inspektora szkolnego w okręgu Wyżnica. W 1865 roku wydał tom wierszy niemieckich. Staraniem Mychajły Drahomanowa ukazał się w Kijowie tom opowiadań.
Po śmierci ojca przeniósł się na stałe w 1876 roku do Czerniowców. W 1882 roku wydał kolejny tom w języku niemieckim – „Am Czeremusch. Lieder eines Uzulen“ (Nad Czeremoszem. Pieśni Hucuła). Został członkiem stowarzyszenia kulturalnego Ruśka Besida i założył pierwszy ukraiński dziennik „Bukowyna”.
Zmarł nagle i został pochowany na cmentarzu w Czerniowcach. W czerwcu zgodnie z testamentem na jego grobie został ustawiony nagrobek. Tak opisano go w Kurierze Lwowskim: "Nagrobek składa się z czworobocznej piramidy, spoczywającej na 3 stopniach, a otoczonej obmurowaniem. Piramida zrobioną jest z piaskowca. U góry piramidy, otoczona wieńcem laurowym, widnieje fotografia zmarłego, wypalona na porcelanie. Niżej na marmurowej tablicy wyryty złocony napis Jurij Fedkowicz 27 łypnia 1834  11. sicznia 1888". Na trzech stronach piramidy wyryto fragmenty utworów: tragedii "Chmielnicki" i "Łzy po Szewczence".

## Wybrane utwory
- Poezii Josifa Fedkowicza Lwów 1862[6]
- Powisty Osipa Fedkowicza Kijów 1876[6]

## Upamiętnienie
- Uniwersytet w Czerniowcach nosi imię Jurija Fedkowycza (ukr. Чернівецький національний університет ім. Юрія Федьковича)
- W 1945 roku otwarto w Czerniowcach Muzeum Jurija Fedkowicza[7]
- W Putyle - w miejsce urodzenia pisarza mieści się oddział  Muzeum Literatury Jurija Fedkowicza, jednak  oryginalny dworek w którym urodził się poeta spłonął w 1940 roku[8].